# 長谷川勉 (作曲家)
長谷川 勉（はせがわ つとむ 1949年 - ）は、山形県出身の日本の作曲家。

## 人物
東京芸術大学、同大学院修了。石桁真礼生、松村禎三、三善晃に師事。ウィーン国立音楽大学に留学し、作曲、指揮をフリードリヒ・チェルハ、オトマール・スウィトナーに学ぶ。
1980年、ヒッツァッカー室内楽作曲コンクール第1位(西ドイツ)受賞。
1981年、ウィーン国際管弦楽作曲コンクール第2位(1位なし)ウィーン市賞受賞。
帰国後、東京芸術大学、横浜国立大学非常勤講師を経て、鹿児島大学教授、山形大学教授。 作曲家の会「環」、「アプサラス」同人。

## 主な作品
- 天上縊死－ソプラノとピアノのための（1980）
- トリグリーフ－7人の弦楽奏者のための（1982）
- 交響譚詩－オーケストラ・ソプラノ・バリトンソロ・混声合唱のための（1993）
- 薄明のなかから－オーケストラのための（2002）[2]